# Wessex Trains

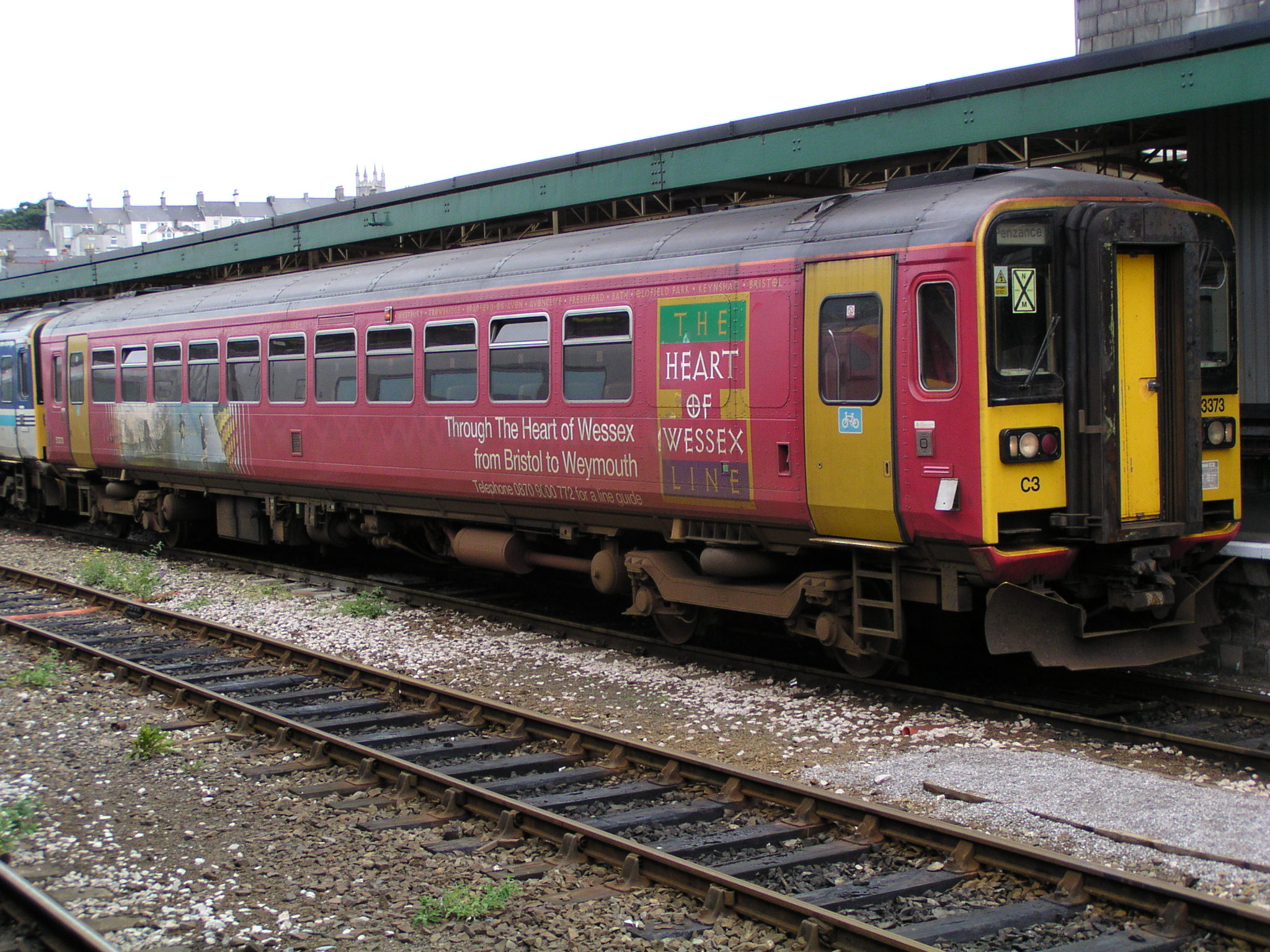
Dieseltreinstel Class 153 van Wessex Trains

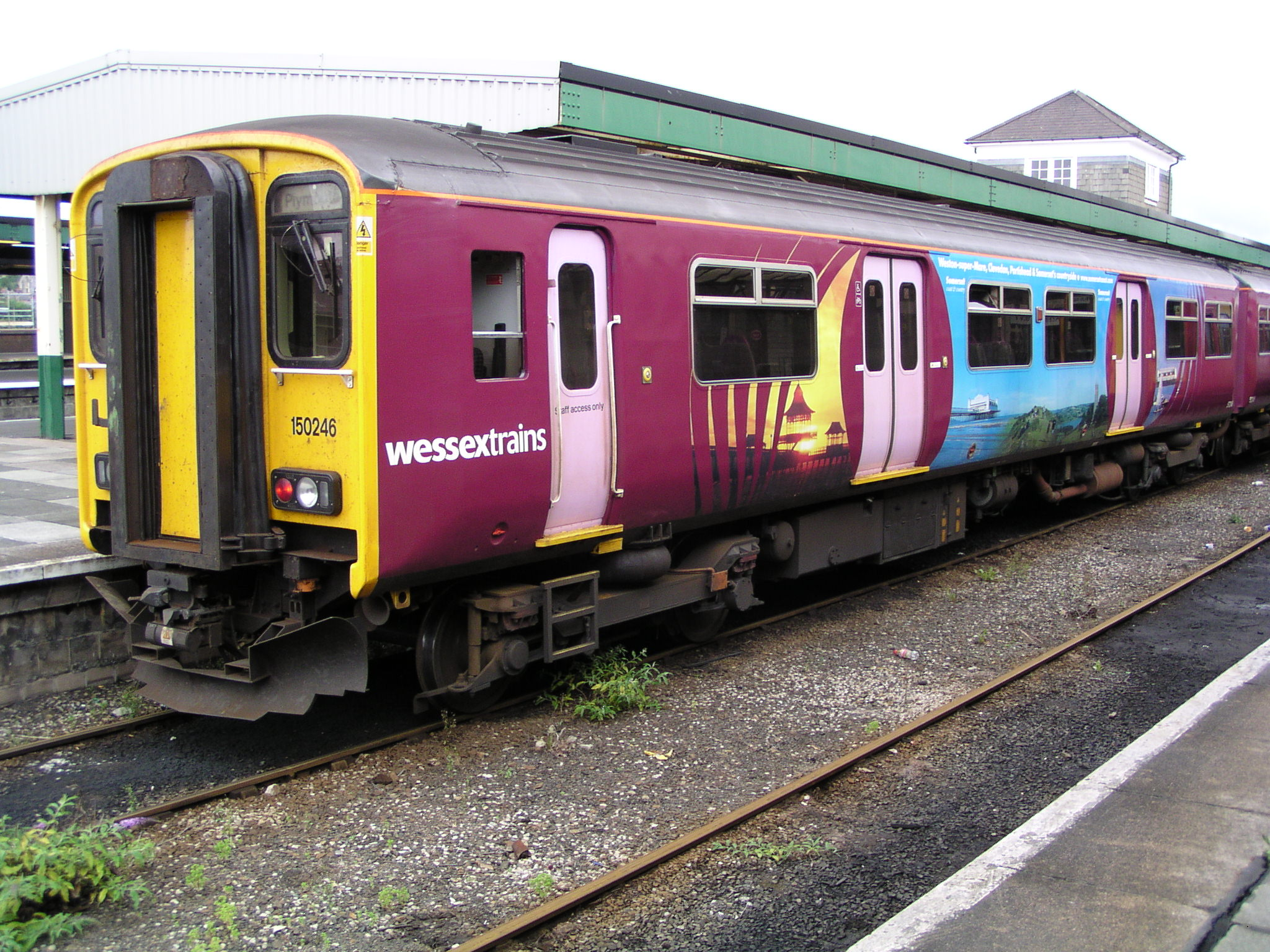
Dieseltreinstel Class 150 in Plymouth

Wessex Trains (publieksnaam van Wales and West Passenger Trains Ltd) was een Britse spoorwegonderneming. Het bedrijf exploiteerde treinen in het zuidwesten van Engeland. Op een spoornet van ongeveer 1450 kilometer, bediende Wessex Trains 125 stations. Dagelijks werden er 25.000 mensen vervoerd. Het spoorbedrijf telde 900 personeelsleden.
Wessex Trains is op 14 oktober 2001 ontstaan toen de 'Wales and West'-concessie (met de National Express Group als concessiehouder) werd gesplitst in de 'Wales and Borders'-concessie en de 'Wessex'-concessie.  De 'Wales and Borders'-concessie is sinds 7 december 2003 in handen van Arriva (Arriva Trains Wales). De Wessex-concessie bleef in handen van de National Express Group.
Op 1 april 2006 is de Wessex-concessie opgegaan in de 'Greater Western'-concessie (bestaande uit de treindiensten van Wessex Trains, First Great Western en First Great Western Link). De nieuw concessiehouder, First, heeft voor de voormalige Wessex-treindiensten de naam First Great Western Local ingevoerd.